# Monte Lera (Valle di Viù)
Il Monte Lera è una montagna delle Alpi Graie alta 3.355 m.
Si trova in Valle di Viù ed è interamente compresa nel comune di Usseglio.

## Descrizione
Il Monte Lera appartiene ad una cresta che si stacca dallo spartiacque principale in corrispondenza della Punta Valletta (3.387 m) e divide il Vallone d'Arnas dalla conca che ospita il Lago di Malciaussia. È separato dalla vicina Punta Sulè (3.386 m) dal Colletto della Lera, e strapiomba verso est con impressionanti salti rocciosi sulla piana di Usseglio.
La montagna culmina con tre elevazioni; mentre la Punta Ovest (3.337 m) e la Punta Centrale (3.322 m) sono poco significative la Punta Orientale (3.355 m) è il vero culmine della montagna. Su di essa è stata eretta una statua della Madonna.

## Ascensioni
La prima ascensione fu compiuta il 15 settembre 1873 dal geologo Martino Baretti e dalla guida alpina ussegliese Giuseppe Cibrario detto "Vulpot".
Le vie di accesso meno difficili transitano per la cresta ovest (con partenza dal Rifugio Luigi Cibrario) e per il versante sud-occidentale (con partenza dal Lago di Malciaussia), ma si tratta comunque di itinerari a carattere parzialmente alpinistico.

## Punti di appoggio
Sul versante che guarda verso il Vallone di Arnas si trova il rifugio Luigi Cibrario, un buon punto di appoggio per le salite alle vette della zona. Il versante verso il Lago di Malciaussia è invece servito dal Rifugio Vulpot.

## Galleria d'immagini

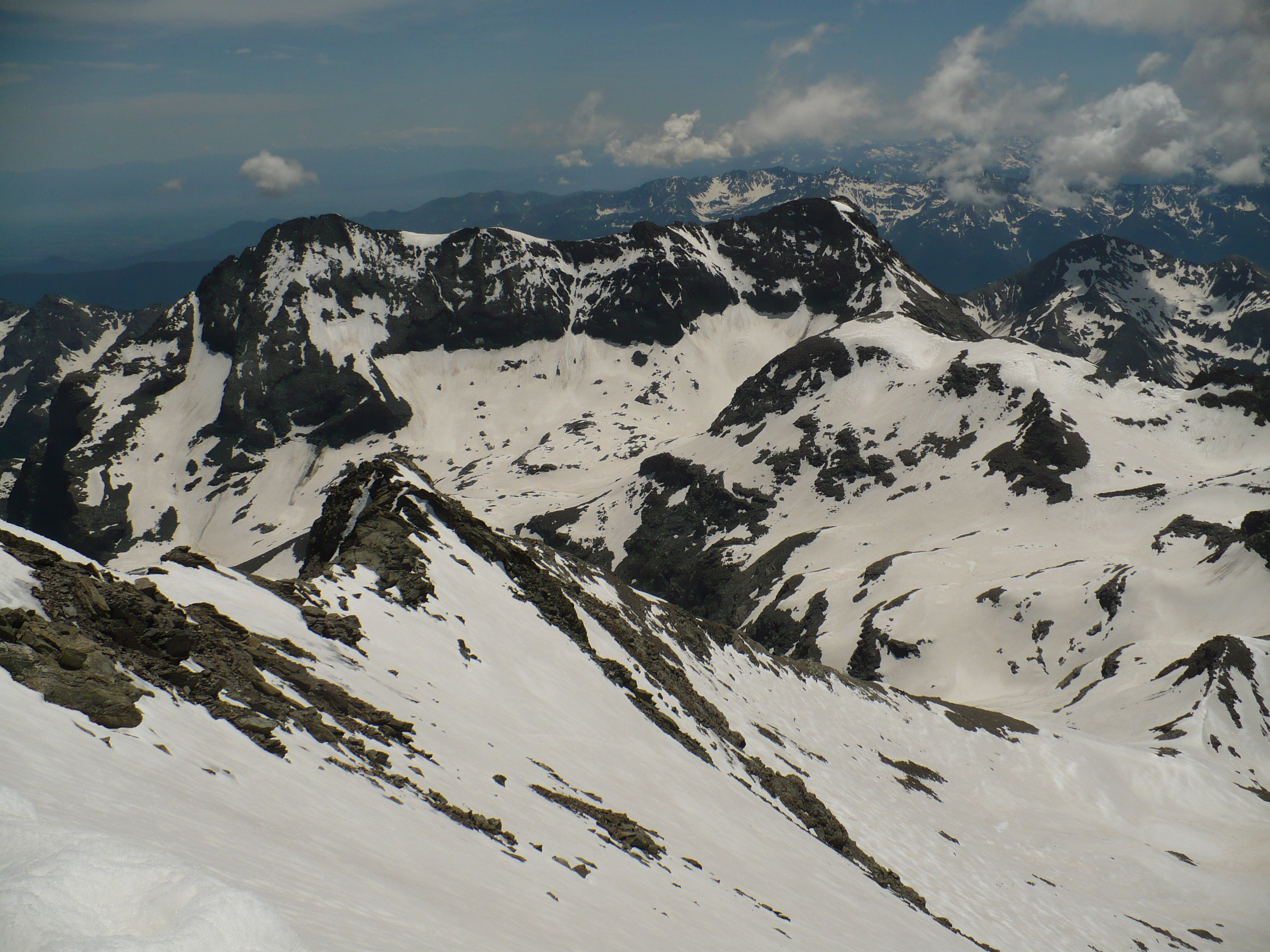
Il monte visto dalla Croce Rossa. Sono ben visibili le tre elevazioni di cui è composta la montagna
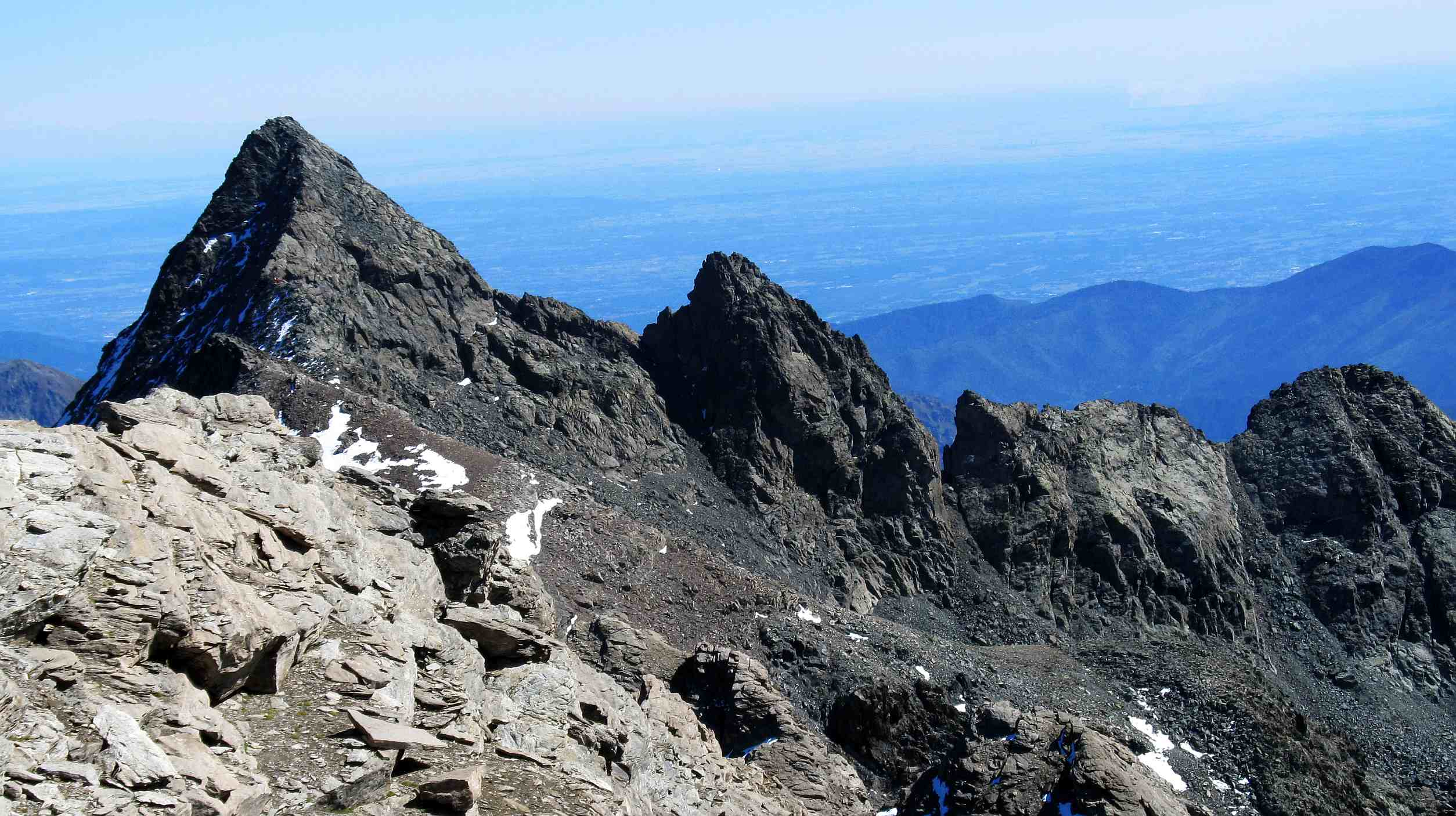
La Lera vista dalla vicinissima Punta Sulè
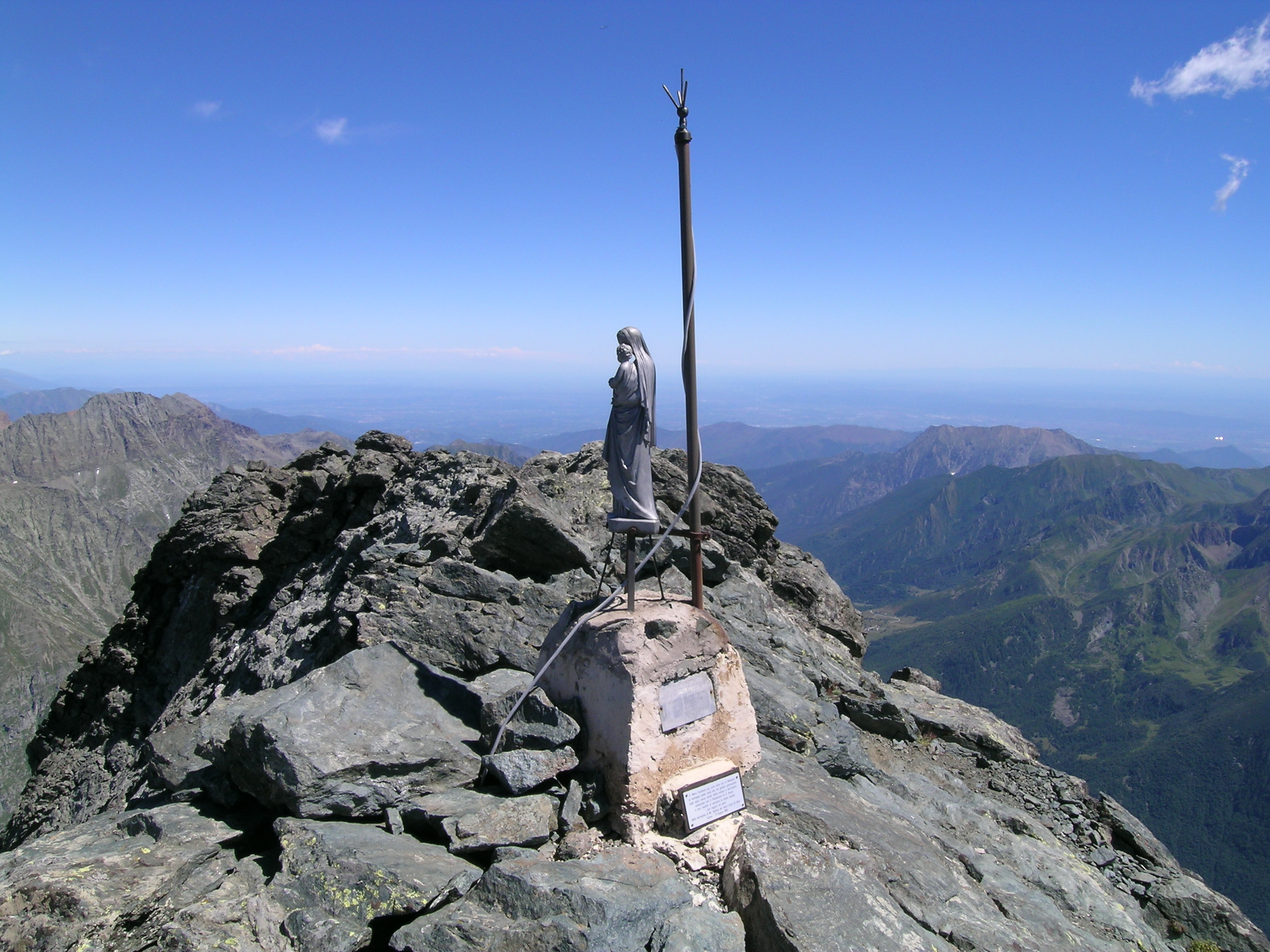
La vetta della montagna